# Kota Yamada
Kota Yamada (født 10. juli 1999) er en japansk fodboldspiller, som spiller for den japanske fodboldklub Yokohama F. Marinos.